# Pachybrachis xanti
Pachybrachis xanti är en skalbaggsart som beskrevs av George Robert Crotch 1873. Pachybrachis xanti ingår i släktet Pachybrachis och familjen bladbaggar. Inga underarter finns listade i Catalogue of Life.